# بازار خوی
بازار خوی با نام ثبتی مجموعه بازار شهر خوی؛ مربوط به دورهٔ صفوی است و در شهر خوی، مابین خیابان طالقانی و امام واقع شده و این اثر در تاریخ ۲۴ خرداد ۱۳۶۶ با شمارهٔ ثبت ۱۷۲۸ به‌عنوان یکی از آثار ملی ایران به ثبت رسیده‌است.
بازار خوی، بازاری عظیم از دوران صفویه و مرکز تجاری آن دورهٔ آذربایجان بوده‌است که در ضلع شرقی شهر خوی قرار دارد. این بازار سومین بازار ایران بشمار می‌رود و عمدهٔ صادرات، به علت قرار گرفتن در جادهٔ ابریشم بوده‌است؛ که نفت را با شتر از قفقاز به بازار خوی انتقال و از آنجا به بازارهای ارومیه، تبریز و… صادر می‌کردند. تاریخ احداث بازار فعلی در دورهٔ صفویه به بعد است و بیشتر قسمت‌های آن به دستور عباس میرزای قاجار و توسط امیر احمدخان دنبلی در اوایل دورهٔ قاجاریه ساخته شده‌است. در بعضی از قسمت‌های بازار، مخصوصاً در چهارسوهای آن، تزئینات کَشه چینی آجر وجود دارد.

## نگارخانه

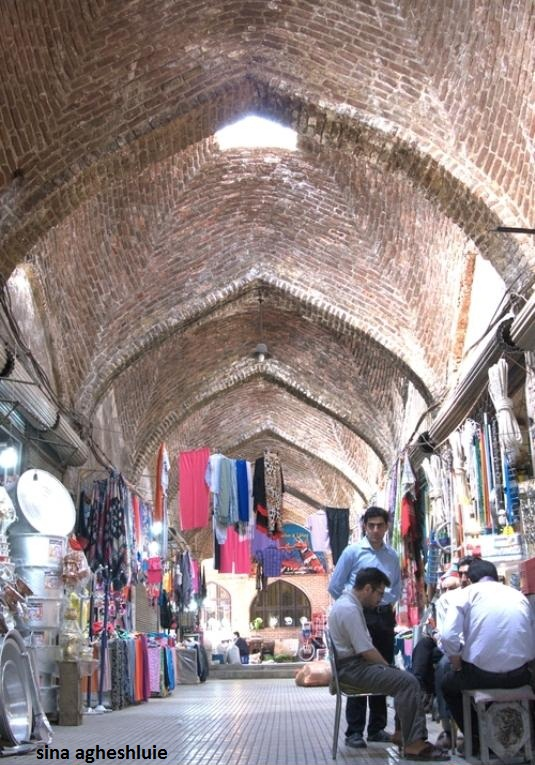
بازار مسگران خوی
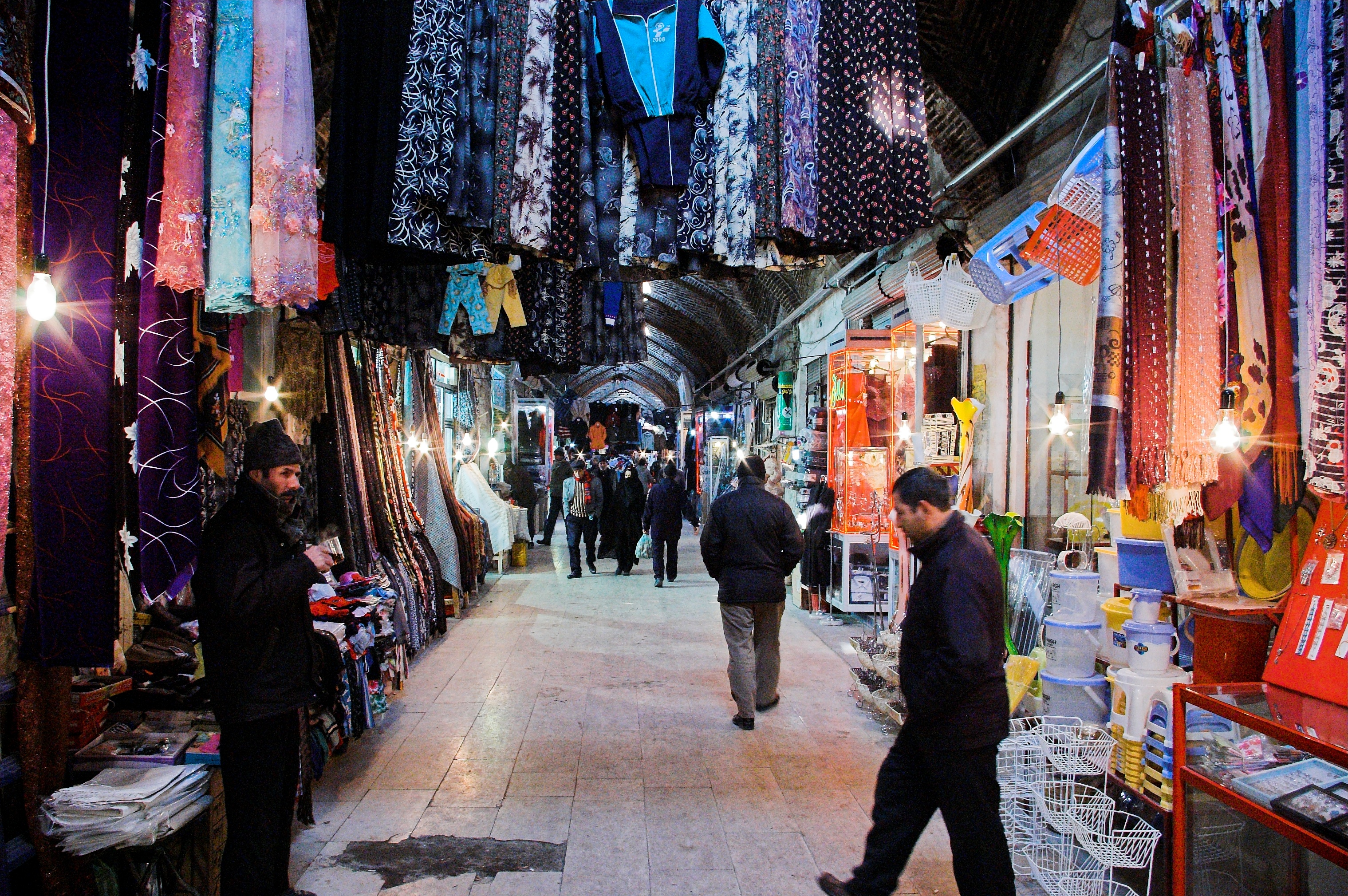
بازار خوی
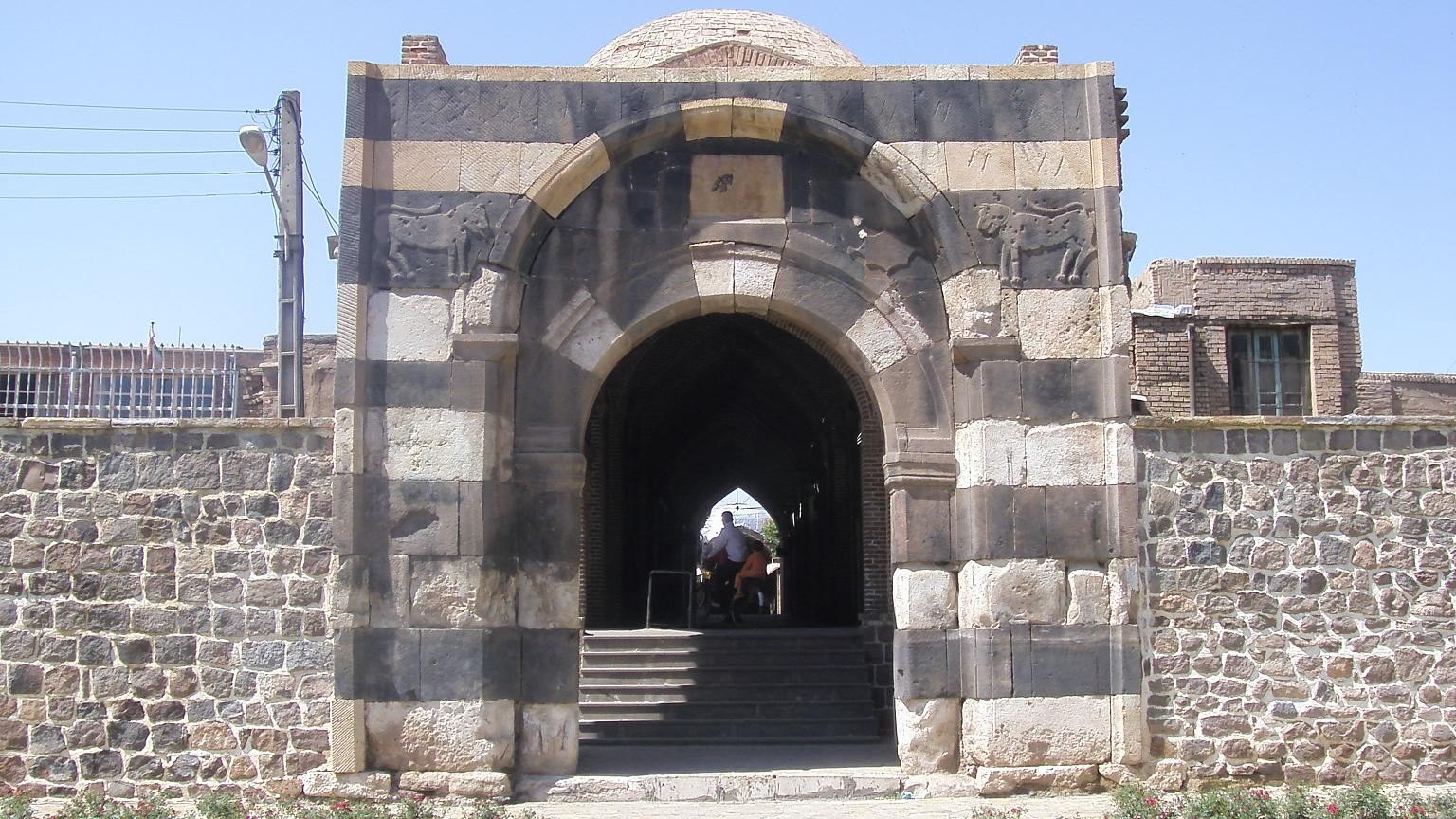
دروازه سنگی
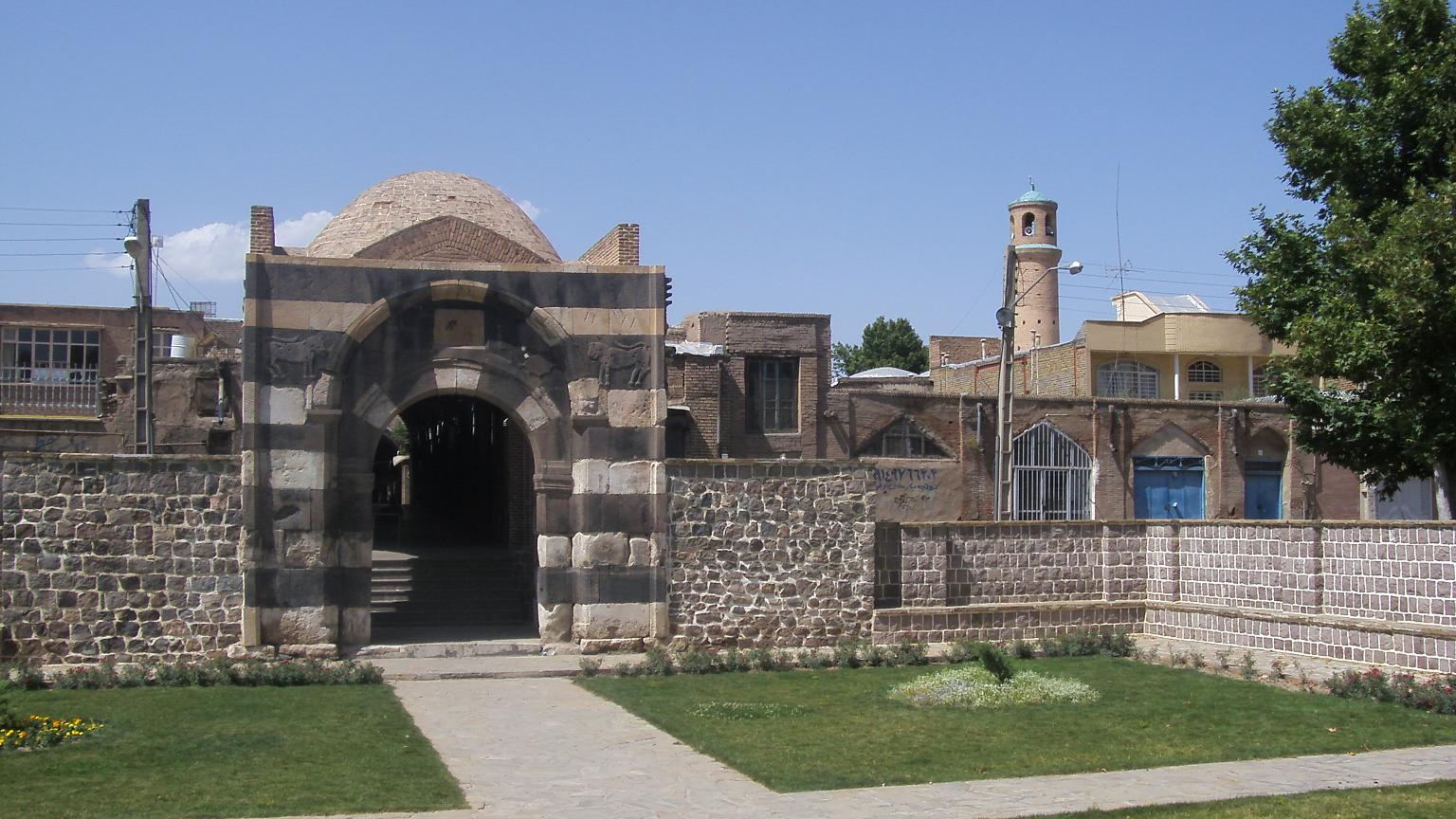
دروازه سنگی